# Символіка Північноатлантичного альянсу

"Троянда вітрів" всередині кола на синьому фоні — офіційний прапор НАТО.

Офіці́йна симво́ліка Північноатланти́чного алья́нсу або НА́ТО ̶ це герб, прапор та девіз. Головною емблемою є зірка з чотирма променями всередині кола. Затверджений 14 жовтня 1953 році знак було оголошено першим Генеральним секретарем НАТО Гастінгсом Лайонелем Ісмеєм, 1-м бароном Ісмеєм. Біле коло представляє єдність і співпрацю, компас ("троянда вітрів") — спільний шлях до миру, темно-синій колір фону символізує Атлантичний океан.

## Історія створення герба та прапора
Пошуки відповідної місії НАТО символіки розпочались через три роки після підписання Північноатлантичної угоди. Походження герба Альянсу достеменно невідоме і нині. Було запропоновано кілька ідей щодо дизайну та конструкції емблеми, які б символізували собою принципи атлантичного співтовариства.
Першу пропозицію вніс Держсекретар Канади з зовнішніх зв'язків, Лестер Б. Пірсон, маючи намір представити ескізний проект емблеми під час сесії Північноатлантичної ради в Лісабоні. В останню хвилину, він вирішив відкласти це питання. У серпні 1952 року питання було передано до новоствореної Робочої групи з інформаційної політики НАТО. Однак ескізи емблеми, які пропонувала група були відхилені. Так, символ захисту — срібний щит з 14 зірок, а також дві сині смуги, які символізували Атлантику, — не були затверджені, оскільки 14 зірок символізували 14 країн-членів, а в ході розширення Північноатлантичного альянсу новими державами-учасницями така емблема не відповідала би дійсному становищу.
У жовтні 1953 році Північноатлантична рада закріпила офіційний символ НАТО — білу чотирипроменеву зірку у колі на синьому тлі (Pantone 280). Рішення було оголошено Гастінгсом Ісмеєм, першим генеральним секретарем НАТО, рівно через два тижні після затвердження емблеми, 28 жовтня. Барон наголосив на  символізмі обраної конструкції. Він описав зовнішній вигляд прапора, як «simple and inoffensive», тобто простий та безконфліктний. З тих пір емблема лише один раз зазнала модернізації. Церемонія святкування новообраної емблеми відбулася на Атлантичній виставці в Будинку інвалідів (фр. L'esplanade des Invalides), 9 листопада. На жаль, церемонія не залишила за собою ніяких спогадів та слідів.
Тим не менш, прапор не скрізь був сприйнятий: на нього була накликана критика американського конгресмена Джона Треверса Вуда, який назвав прапор «дивною іноземною ганчіркою». Конгресмен зробив це обвинувачення внаслідок останніх подій, коли в місті Норфолку штату Вірджинія, в штаб-квартирі Верховного головнокомандувача об'єднаними збройними силами Атлантичного океану, прапор Сполучених Штатів Америки було замінено новообраним прапором НАТО. Відповідно, що такі дії обурили містера Вуда, внаслідок чого він і висловив своє невдоволення.
Невдовзі було зроблено багато комерційних запитів щодо емблеми НАТО. Так, один популярний в США автосалон звернувся з проханням використати емблему для надання гласності та краси власним автосалонам, що, звичайно, було відхилено, проте це підкреслило вдалий вибір та популярність прийнятої емблеми.

"Троянда вітрів", або навігаційна зірка — у минулі часи символ вірного шляху та безпечного повернення додому в моряків.

## «Троянда вітрів»
І хоча походження символіки НАТО немає точного визначення, існує версія, що дана емблема знаменує собою зображення «троянди вітрів» (wind rose), або інша назва ̶ навігаційна зірка, тобто компас, який показує напрям вітру в певній місцевості. В давні часи моряки та пірати досить часто наносили на свою руку татуювання цієї зірки, що надавало їм впевненість у правильності дотримання курсу та благодатному поверненні додому. Свого роду це був талісман удачі для моряка, амулет безпеки та вірного шляху. Ще один варіант символу ̶ означення чотирьох сторін світу, що вважається деякими геральдистами символізованим змістом місії НАТО — розпорошення своєї сили на всі чотири сторони світу, а коло, яким оточена зоря, символізує єдність та дружбу.
Поняття "компасна троянда" з'явилось приблизно в 1300 році. Назва «троянда вітрів» (rose) походить від румбів фігури, що нагадують пелюстки відомої квітки, а власне символ «троянди вітрів» з'явився ще раніше на географічних картах. Проте точний час цієї появи — недосліджений, відомо лише те, що в античному світі такого поняття не було.
В астрології троянда вітрів темно-синього кольору знаменує собою зірку Арктур (грец. «сторож ведмедя») сузір'я Волопаса— найяскравішу зірку земного неба. Отже, таким чином символ НАТО знаменує шлях до миру через єдність та дружбу. Синій колір фону підсилює цю ідею: це ознака Атлантичного океану, до того ж синій прямокутник у військовій символіці позначає дружні сили.
Загалом «троянда вітрів» — у західній традиції це бездоганна, зразкова квітка. Вона представляє Захід, так само, як лотос — Схід, а хризантема — Далекий Схід. Троянда вітрів зображується як на гербі, так і на прапорі організації, супроводжується синіми та блакитними кольорами. Білий колір (колір компаса), у психології розглядається як остаточність та досконалість, тож, можна стверджувати, що загалом символіка альянсу несе у собі позитивний рішучий настрій, налаштованість на мир та дружбу.

## Інші версії емблеми НАТО
Досить часто в мережі Інтернет можна натрапити на відверто негативні версії походження символіки Північноатлантичного альянсу, висунуті переважно скептично налаштованими противниками НАТО та розміщені на форумах та блогах. Вони стверджують буцім «троянда вітрів» — це зашифрована свастика. Хоча сам по собі символ є язичницьким і несе у собі ідею щастя та Сонця, з НАТО його пов'язують саме як із слідуванням нацистській Німеччині. Так, у 2009 році на очах хорватських офіцерів та іноземних дипломатів, присутніх на конференції у Військовій академії, символ Північноатлантичного альянсу, виведений на великий екран, несподівано трансформувався в нацистську свастику. Дана дія була вчинена анонімним хакером, який заразив вірусом файл з емблемою.
Дана аматорська гіпотеза не може вважатись достовірною, оскільки не є фактично підтвердженою та підтриманою. Врешті-решт, одна з цілей створення НАТО була пов'язана саме з недопущенням розгортання нової хвилі агресії нацистського режиму, що вже робить версію абсурдною та безпідставною.

## Право застосування
Прапор НАТО може бути використаним при військових операціях країнами-членами НАТО, перебувати в приміщенні для демонстрації підтримки НАТО, сприянню їх цілям та принципам. Прапор може бути піднятим у таких випадках, як річниця НАТО (4 квітня) та День НАТО (15 жовтня).

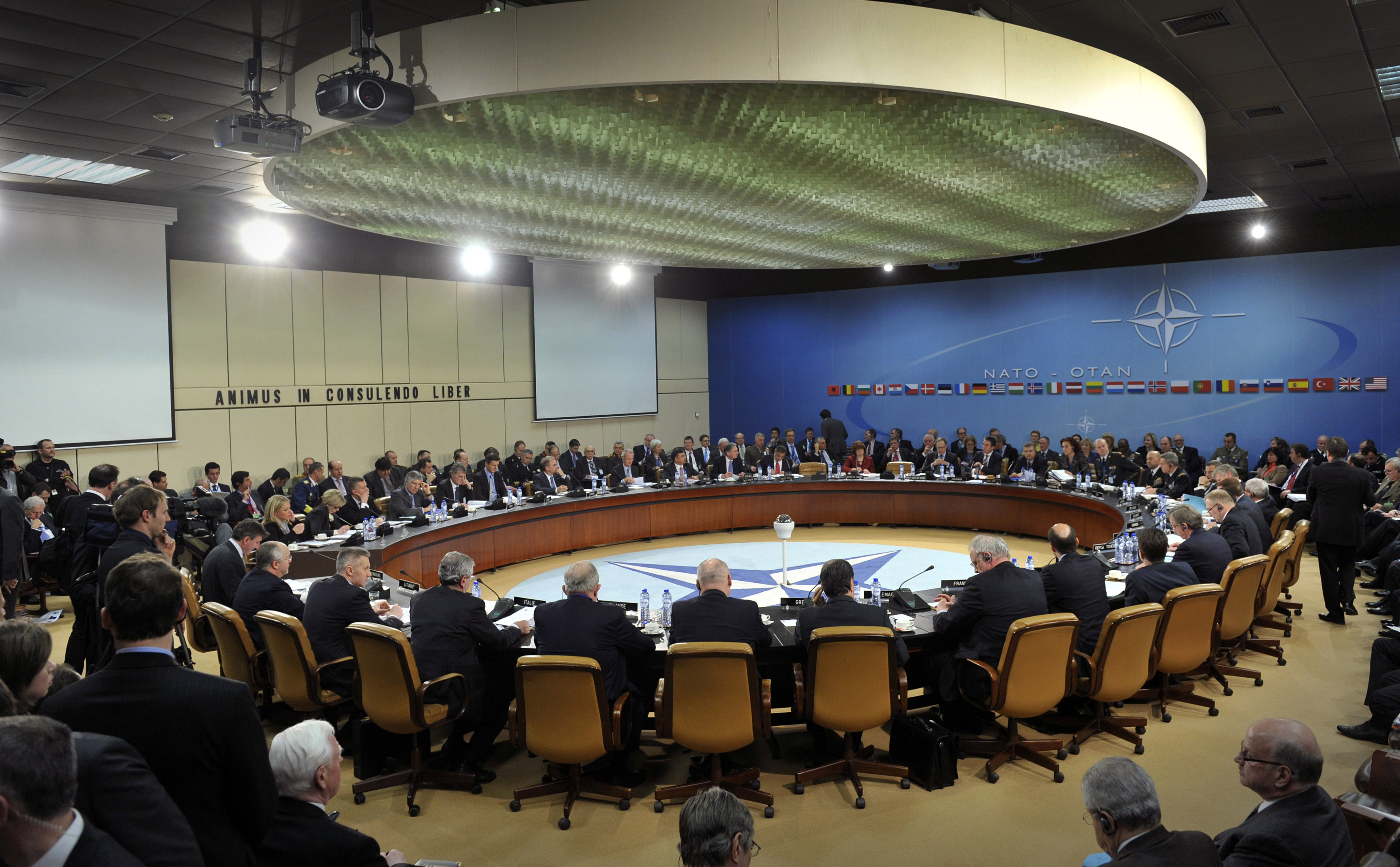
Гасло НАТО зліва на стіні штаб-квартири в Брюсселі.

## Девіз НАТО
Девіз НАТО придумав Андре де Старк.. Він багато років займав пост посла Бельгії в НАТО (1952-1976) і був чудовим дипломатом. Коли в 50-і роки тодішній Генеральний секретар НАТО Поль-Анрі Спаак попросив його підібрати для Північноатлантичного альянсу відповідне гасло, то Андре де Старк згадав фразу «Animus in consulendo liber», що в перекладі означає «У раді дух вільний». Цю фразу він дізнався ще в дитинстві під час поїздки в Сан-Джиміньяно, Італія. З тих пір ці слова прикрашають зал засідань Ради НАТО.

## Ставлення українців до символіки НАТО
2013 року в штаб-квартирі НАТО у Брюсселі на день українського мистецтва, присвяченій презентації Петриківського розпису, митці живопису додали у деякі свої картини символічні елементи НАТО, таким чином підкресливши своє дружнє ставлення. У заході взяли участь посли країн-членів і партнерів Альянсу, представників Міжнародного секретаріату НАТО, Міжнародного мистецького клубу та благодійного осередку, що діють при штаб-квартирі НАТО. Гості мали змогу ознайомитися з аутентичними зразками Петриківської народної творчості та особисто взяти участь у майстер-класі під керівництвом майстринь з України, які спеціально прибули до Брюсселя. Глава Місії України при НАТО посол Ігор Долгов зазначив, що цей унікальний зразок українського декоративного мистецтва зможе збагатити і урізноманітнити європейську культурну спадщину. Долгов презентував спеціально виготовлену українським майстринями декоративну тарілку з елементами Петриківського розпису та символікою НАТО.
У 2014 році в рамках «Українського тижня моди» український дизайнер одягу Олена Даць випустила власну колекцію суконь з елементами символіки Північноатлантичного Альянсу. Так, одяг насичений білими, синіми, чорними поєднаннями ексклюзивних, виключно натуральних тканин. Однак, сама ідея створення такої колекції належить керівнику українського Інституту світової політики Альоні Гетьманчук. Разом з дизайнером Оленою Даць вони хотіли, аби тема НАТО залишила тісні чиновницькі кабінети і стала зрозумілою для простих людей, зокрема жінок, які, за соцопитуваннями, найскептичніше сприймають членство України в Північноатлантичному альянсі. дизайнерський одяг доповнювали аксесуари на головах моделей у вигляді чотирикутної зірки — «троянди вітрів».